# آبشار مانابژو
آبشار مانابژو (به انگلیسی: Manabezho Falls) آبشاری است که در میشیگان، ایالات متحده آمریکا واقع شده و ارتفاع کلی ریزشگاه آن ۲۵ پا (۸ متر) است.